# Louise Engzell
Louise Engzell (Sollentuna, 1980) è una giudice di tennis svedese.

## Biografia
Ha iniziato ad arbitrare quasi controvoglia, dopo aver frequentato un corso nel tennis club del suo paese natale dove giocava durante l'infanzia. Si è appassionata a questa attività solamente dopo aver partecipato ad un altro corso più avanzato e aver cominciato a viaggiare e a prender parte a tornei più importanti.
Arbitro internazionale dal 2006, è una delle poche donne ad aver ottenuto la certificazione Gold dell'ITF (International Tennis Federation). Pertanto arbitra incontri di tennis in tutti e quattro i tornei del Grande Slam (Australian Open, Open di Francia, Wimbledon, US Open), in molti tornei del circuito ATP e WTA e anche in Coppa Davis e Federation Cup e le Olimpiadi
È stata giudice di sedia della finale femminile del Roland Garros 2011 tra la cinese Li Na e l'italiana Francesca Schiavone e degli US Open 2012 tra la statunitense Serena Williams e la bielorussa Viktoryja Azaranka. È stata scelta per dirigere la finale olimpica di Londra 2012, disputata da Serena Williams e la russa Marija Šarapova.
È sposata con Remy Azemar, uno dei più importanti referee del circuito professionistico del tennis e vive attualmente a Parigi.

## Curiosità
- È stata l'arbitro della semifinale degli US Open 2009 tra la belga Kim Clijsters e la statunitense Serena Williams conclusa con il famoso fallo di piede chiamato dalla giudice di linea giapponese Shino Tsurubuchi mentre l'americana serviva sul punteggio di 46 56 15-30 in favore della belga. La furiosa reazione di Serena nei confronti del giudice di linea comportò un penalty point ma, essendo già il punteggio di 15-40, si trasformò automaticamente in match point e quindi sconfitta per l'americana.
- Due anni più tardi, durante la finale degli US Open 2011, Serena Williams insultò pesantemente il giudice di sedia Eva Asderaki in seguito all'inversione dell'attribuzione di un punto per "hindrance" (palla disturbata) confondendo l'arbitro con Louise Engzell, e apostrofandola, pensando che fosse il giudice che "l'aveva fregata" l'altra volta, con "Sei una brutta persona[3]".
- Ha diretto l'incontro di primo turno degli US Open 2017 tra gli italiani Fabio Fognini e Stefano Travaglia, vinto da quest'ultimo 64 76(8) 36 60. Fognini, sotto nel punteggio 46 67 12 servizio Travaglia, dopo un overrule della Engzell sulla prima di servizio che era anche palla break (AD-40), tirò una palla fuori dal campo a gioco fermo e gridò “Unaaa!”, evidentemente contrariato per alcune decisione prese in precedenza dalla stessa giudice di sedia (tra l'altro nel campo dove si svolgeva l'incontro non era installato il sistema Hawk-Eye - "occhio di falco"). Immediatamente dopo Fognini si lasciò andare ad un turpiloquio da censura nei confronti di un individuo di sesso femminile. Per le frasi ingiuriose proferite fu multato di 24.000 $ per generica condotta antisportiva; dopo qualche giorno, anche perché il video aveva fatto il giro del mondo, gli organizzatori decisero di estrometterlo dal torneo (era ancora in corso per il torneo di doppio dove aveva superato due turni in coppia con l'italiano Bolelli) e di privarlo del montepremi guadagnato (circa 72.000$)[4].